# Municipio de Cresco
El municipio de Cresco (en inglés: Cresco Township) es un municipio ubicado en el condado de Kossuth en el estado estadounidense de Iowa. En el año 2010 tenía una población de 837 habitantes y una densidad poblacional de 9,98 personas por km².

## Geografía
El municipio de Cresco se encuentra ubicado en las coordenadas 43°2′18″N 94°16′36″O / 43.03833, -94.27667. Según la Oficina del Censo de los Estados Unidos, el municipio tiene una superficie total de 83.89 km², de la cual 83,8 km² corresponden a tierra firme y (0,1 %) 0,09 km² es agua.

## Demografía
Según el censo de 2010, había 837 personas residiendo en el municipio de Cresco. La densidad de población era de 9,98 hab./km². De los 837 habitantes, el municipio de Cresco estaba compuesto por el 99,04 % blancos, el 0,24 % eran asiáticos y el 0,72 % eran de una mezcla de razas. Del total de la población el 0,12 % eran hispanos o latinos de cualquier raza.